# Hřib žlutý
Hřib žlutý (Boletus junquilleus (Quél.) Boud. 1906), neboli hřib kovář žlutý (Boletus luridiformis var. junquilleus (Quél.) Knudsen 1991), je vzácná jedlá houba z čeledi hřibovitých sekce Luridi. Podle stávajících poznatků se jedná o xanthoidní varietu hřibu kováře; potvrzení molekulární analýzou však zatím chybí.

## Synonyma
- Boletus junquilleus (Quél.) Boud.[1][2] 1906
- Boletus pseudosulphureus Kallenb.[2] 1923
- Boletus pseudo-sulphureus Kallenb.[3]
- Boletus erythropus var. junquilleus (Quél.) Bon[1] 1985
- Boletus erythropus var. junquilleus (Quél.) J.A. Muñoz 2005
- Boletus luridiformis var. junquilleus (Quél.) Knudsen[1] 1991
- hřib kovář žlutý[1]
- hřib modrožlutý[3]
- hřib slámožlutý
- hřib žlutý[1][2]

## Vzhled
Makroskopické i mikroskopické znaky s výjimkou barvy povrchu plodnice jsou identické s hřibem kovářem. Stejně jako u kováře dužina po rozříznutí nebo poškození intenzivně modrá až modrozelená.
Oproti hřibu kováři chybí červený pigment, takže je celá plodnice zbarvená různými odstíny žluté.
Klobouk 50 – 160 mm široký, plstnatý, za vlhka může být mírně slizký. V mládí je sírově až citronově žlutý, později zelenavě žlutý, někdy s oranžovým nebo červenavým nádechem.
Rourky a póry citronově až sírově žluté, po poškození intenzivně modrají.
Třeň je zbarvený podobně jako klobouk, případně světleji. Nemá síťku a je jemně plstnatý a vločkovitě tečkovaný.

## Výskyt
Objevuje se na stanovištích hřibu kováře, tzn. od nížin do podhůří, v listnatých, jehličnatých i smíšených lesích, především bod duby, buky a smrky. Fruktifikuje od července do září.

## Rozšíření
První doložený nález na území bývalého Československa pochází z lesa Horní Kapánsko u Čejkovic (okres Hodonín), což byla ještě v roce 1961 jediná známá lokalita v ČSSR. Starší prameny uvádějí dále výskyt v Podkrkonoší, jižních Čechách a na jižní Moravě. Novodobě se vyskytl např. u Hnátnice na Orlickoústecku.
V rámci chráněných území České republiky byl hřib žlutý popsán mimo jiné na následujících lokalitách:
- Jizerské hory (Liberecký kraj)

## Záměna

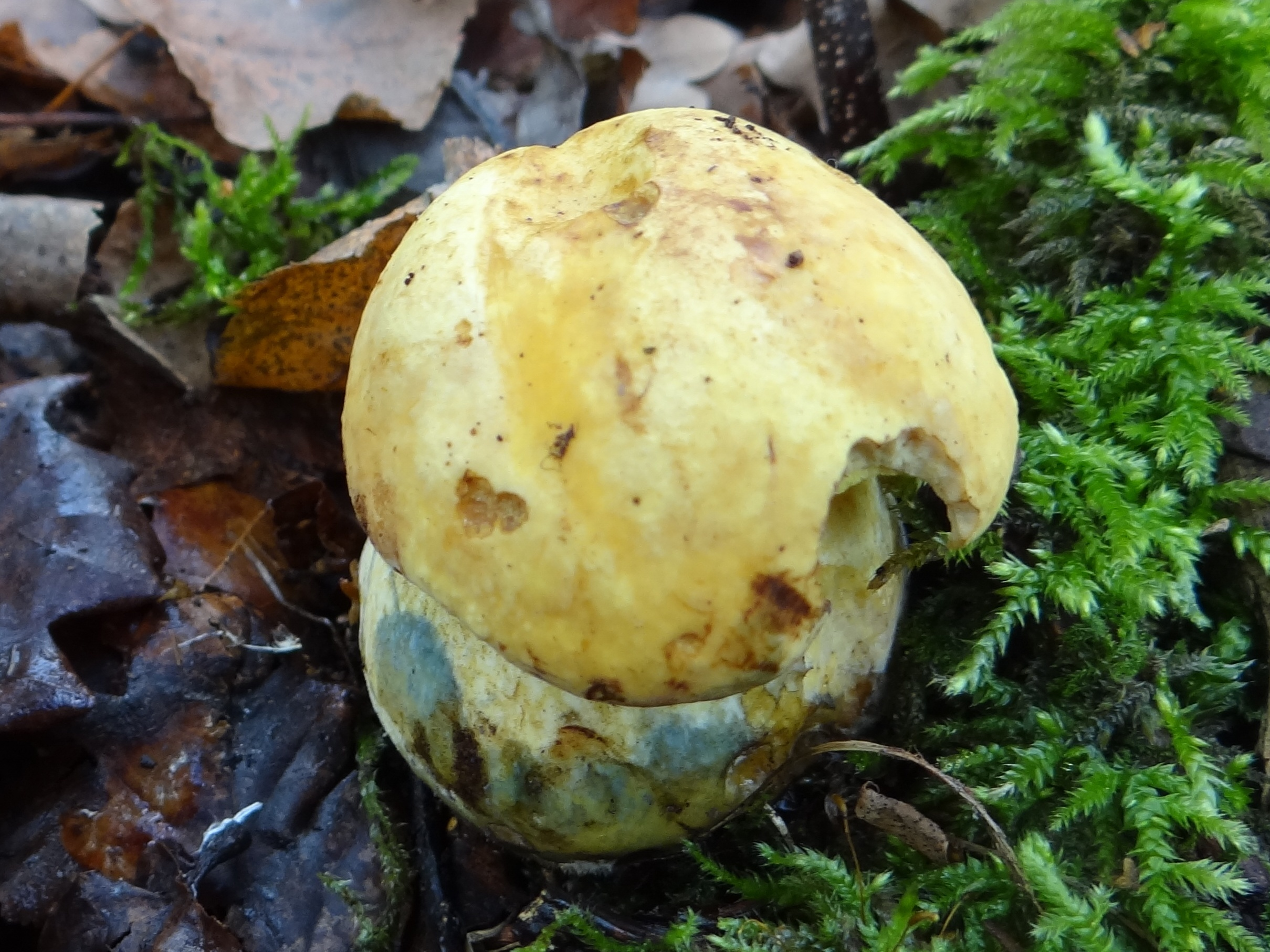
Plodnice v místě otlaků výrazně modrá.

Připadá v úvahu záměna s xanthoidními formami barevných modrajících hřibů, případně se žlutě zbarvenými modrajícími druhy:
- hřib kovář odbarvený (Boletus luridiformis var. discolor) - není zcela žlutý (převládají odstíny oranžové, červené)
- hřib satan hlohový (Boletus satanas f. crataegi) - roste na stanovištích satanu (vápenitý podklad, listnáče)
- hřib koloděj prvosenkový (Boletus luridus f. primulicolor) - síťka na třeni, pod listnáči
- hřib šumavský (Boletus gabretae) - síťka na třeni, pod smrky ve vyšších polohách
- hřib medotrpký (Boletus radicans) - bílý případně šedobéžový klobouk, hořká dužina
- hřib modračka (Boletus pulverulentus) - drobnější plodnice, štíhlý třeň, chybí žlutý odstín klobouku
- hřib citronový (Boletus citrinus) - nemodrá

## Ochrana
Hřib žlutý je vedený v Červeném seznamu hub České republiky jakožto kriticky ohrožený druh. Neměl by se proto sbírat pro kuchyňskou spotřebu - nálezy je vhodné hlásit a dokladovat na mykologických pracovištích.